# HMVS Victoria (1884)
HMVS Victoria – australijska kanonierka typu Rendel, będąca na wyposażeniu Victorian Naval Forces i sił morskich Australii Zachodniej.

## Historia
„Victoria” była kanonierką o stalowym kadłubie wybudowaną w lutym 1884 na Malcie i uzbrojoną w pojedyncze działo kalibru 254 mm, zamontowane za podwyższonym nadburciem. Kierowanie działa odbywało się poprzez obrót w jego kierunku całego okrętu. Maszyny tego okrętu miały moc 589 kW (800 KM), a bunkry węglowe pojemność 91 ton.
„Victoria” przybyła do Australii wraz z dwoma innymi okrętami: HMVS „Albert” i „Childers”. W 1893 została usunięta z listy okrętów Victorian Naval Forces, w 1896 sprzedana na złom, a w 1920 ostatecznie zezłomowana w Zatoce Sydney.

## Linki zewnętrzne

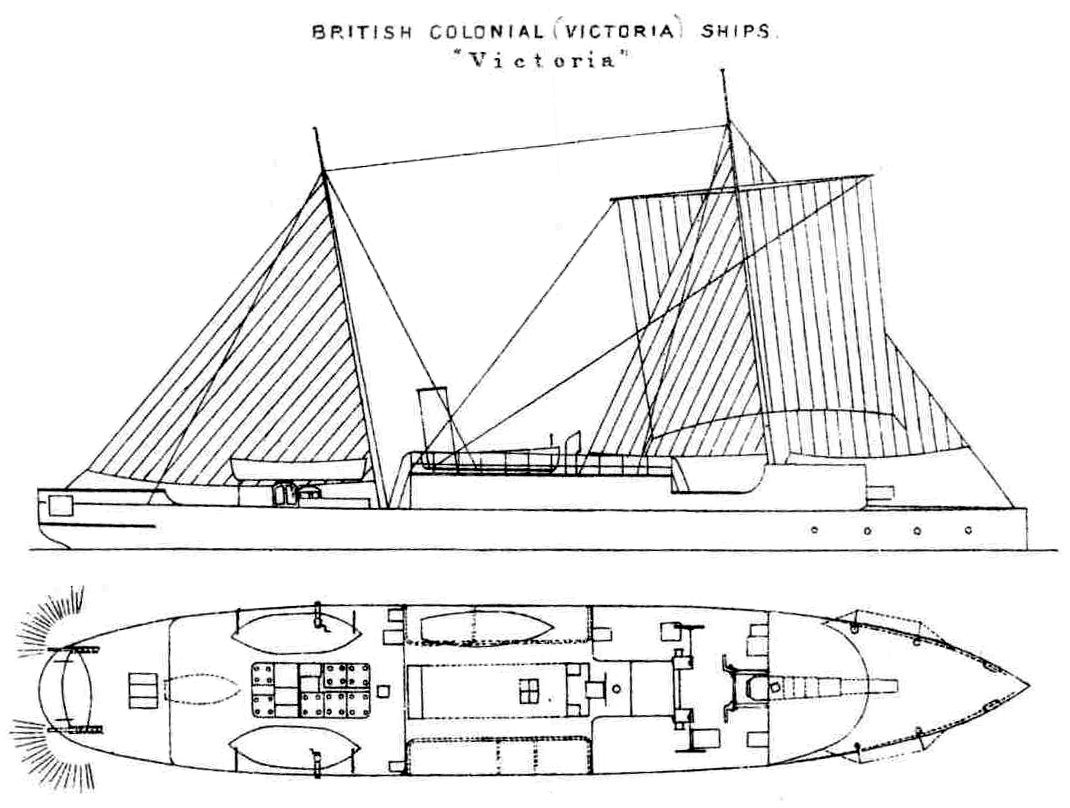